# Saison 5 du Disney Parade
Chronologie
Saison 4 Saison 6
Voici le détail de la cinquième saison de l'émission Disney Parade diffusée sur TF1 du 6 septembre 1992 au 29 août 1993.

## Animateurs et Fiche technique

### Les Animateurs
Tout au long de son existence l’émission a eu de manière quasi-ininterrompue deux animateurs. Ce tandem fille/garçon reposait au cours de cette saison sur :
- Jean-Pierre Foucault
- Anne

### Fiche de l'émission
- Réalisation : Laurent Villevielle
- Production : Gérard Louvin
- Société de production : Buena Vista Television

## Courts-métrages classiques diffusés
- Mickey Mouse
- Donald Duck
- Dingo
- Donald & Dingo
- Pluto
- Nicomède
- Tic et Tac
- Silly Symphonies

### Liste des courts-métrages classiques
Depuis le lancement de l'émission le dimanche 1er janvier 1989, l'émission a toujours diffusés au moins un dessin-animé. Cette saison est la dernière à rester fidèle à cette règle tacite.

Les dessins animés de l’émission étaient annoncés dans la rubrique Télé Disney du Journal de Mickey. Voici une liste non exhaustive de ces derniers :

- Donald gardien de phare et Donald blagueur (émission du dimanche 6 septembre 1992)[1]
- Un nouveau Noël Disney, un dessin animé spécial show musical avec Jiminy Cricket en maître de cérémonie et Mickey au piano et tous les autres personnages Disney en invités (émission du dimanche 29 novembre 1992)[2]
- Mickey, Minnie, Donald, Daisy et Pluto marquent la Saint-Valentin par une joyeuse fête à laquelle Roger Rabbit va se joindre pour offrir son cœur et perdre la tête (émission du dimanche 14 février 1993)
- Donald à la plage (émission du dimanche 21 février 1993)
- Un dessin animé avec Pluto en Vedette (émission du dimanche 28 février 1993)
- (pas d'émission le dimanche 7 mars 1993)[3]
- Ohé...Donald (émission du dimanche 14 mars 1993)[4]
- Un dessin animé avec Donald (émission du dimanche 21 mars 1993)[5]
- Un dessin animé avec Mickey en héros (émission du dimanche 11 avril 1993)[6]
- Jazz Band contre Symphony Land (émission du dimanche 25 avril 1993)[7]
- La Remorque de Mickey (émission du dimanche 2 mai 1993)[8]
- Nettoyeurs de carreaux (émission du dimanche 9 mai 1993)[9]
- (pas d'émission le dimanche 23 mai 1993)[10]
- Dodo Donald (émission du dimanche 27 juin 1993)
- Un dessin animé avec Nicomède (émission du dimanche 4 juillet 1993)[11]
- Donald blagueur (émission du dimanche 11 juillet 1993)[12]
- Tic et tac au far west (émission du dimanche 18 juillet 1993)[13]
- Le Clown de la jungle (émission du dimanche 25 juillet 1993)[14]
- La Roulotte de Donald (émission du dimanche 1er août 1993)[15]
- Un dessin animé avec Donald (émission du dimanche 8 août 1993)[16]
- Donald flotteur de bois (émission du dimanche 22 août 1993)[17]

## Le Monde Merveilleux de Walt Disney
Le contenu du Monde merveilleux de Walt Disney était annoncé dans la rubrique Télé Disney du Journal de Mickey.
Voici une liste non exhaustive de ces derniers :

### Programmation
Voici la liste approximative (les cases vides indiquent que la programmation de l'émission est inconnue ou partiellement connue) des séries ayant été diffusées entre le 1er septembre 1992 au 31 août 1993:

| Date                       | Le Monde Merveilleux de Disney                                                                        |
| -------------------------- | --- |
| dimanche 6 septembre 1992  | Professeur tête en l'air, seconde partie                                                              |
| dimanche 13 septembre 1992 | Un documentaire de la collection Les mondes merveilleux de Walt Disney                                |
| dimanche 20 septembre 1992 | Entre père et fils                                                                                    |
| dimanche 27 septembre 1992 | New kids on the block: les rêves les plus fous, une émission spéciale depuis les Disney-MGM Studios.  |
| dimanche 4 octobre 1992    | Pas tout à fait humain, première partie                                                               |
| dimanche 11 octobre 1992   | Pas tout à fait humain, seconde partie                                                                |
| dimanche 18 octobre 1992   | Un mélange d'images "direct-live" et de dessins animés, pour une émission donnant la vedette à Donald |
| dimanche 25 octobre 1992   | La fille de Donovan, première partie                                                                  |
| dimanche 1er novembre 1992 | La fille de Donovan, seconde partie                                                                   |
| dimanche 8 novembre 1992   | Les aventures de Ringo, le raton le laveur                                                            |
| dimanche 15 novembre 1992  | Chien malgré lui, première partie                                                                     |
| dimanche 22 novembre 1992  | Chien malgré lui, seconde partie                                                                      |
| dimanche 29 novembre 1992  | Une maman pour Noël, première partie                                                                  |
| dimanche 6 décembre 1992   | Une maman pour Noël, seconde partie                                                                   |
| dimanche 13 décembre 1992  | Une émission spécial noël à Euro Disney                                                               |
| dimanche 20 décembre 1992  | Noël à l'unisson pour Winnie l'ourson                                                                 |
| dimanche 27 décembre 1992  | Un nouveau Noël Disney                                                                                |
| dimanche 3 janvier 1993    | SVP enfants, première partie                                                                          |
| dimanche 10 janvier 1993   | SVP enfants, seconde partie                                                                           |
| dimanche 17 janvier 1993   | Un bêtisier du sport spécial Disney                                                                   |
| dimanche 24 janvier 1993   | Mark Twain et moi, première partie                                                                    |
| dimanche 31 janvier 1993   | Mark Twain et moi, seconde partie                                                                     |
| dimanche 7 février 1993    | Fuzzbucket                                                                                            |
| dimanche 14 février 1993   | Lune de miel Hawaïenne, première partie                                                               |
| dimanche 21 février 1993   | Lune de miel Hawaïenne, seconde partie                                                                |
| dimanche 28 février 1993   | Premier volet des aventures de Harry et Phyllis, un couple new-yorkais.                               |
| dimanche 7 mars 1993       | (pas d'émission)                                                                                      |
| dimanche 14 mars 1993      | Super Grand-père                                                                                      |
| dimanche 21 mars 1993      | Le Chevalier lumière, un épisode                                                                      |
| dimanche 28 mars 1993      | Donald une étoile de canard                                                                           |
| dimanche 4 avril 1993      | Un nouveau monde, première partie                                                                     |
| dimanche 11 avril 1993     | Un nouveau monde, seconde partie                                                                      |
| dimanche 18 avril 1993     | Electronic Junior, première partie                                                                    |
| dimanche 25 avril 1993     | Electronic Junior, deuxième partie                                                                    |
| dimanche 2 mai 1993        | Badger le blaireau, première partie                                                                   |
| dimanche 9 mai 1993        | Badger le blaireau, seconde partie                                                                    |
| dimanche 16 mai 1993       | Comment épousé sa prof quand on a 14 ans, première partie                                             |
| dimanche 23 mai 1993       | (pas d'émission)                                                                                      |
| dimanche 30 mai 1993       | Comment épousé sa prof quand on a 14 ans, seconde partie                                              |
| dimanche 6 juin 1993       | Disney's-Mother's Day                                                                                 |
| dimanche 13 juin 1993      | L'enfant du marais, première partie                                                                   |
| dimanche 20 juin 1993      | L'enfant du marais, seconde partie                                                                    |
| dimanche 27 juin 1993      | Sultan et la star du rock                                                                             |
| dimanche 4 juillet 1993    | Les Nouvelles Aventures de Davy Crockett, première partie de l'épisode Tonnerre dans le ciel          |
| dimanche 11 juillet 1993   | Davy Crockett, seconde partie de l'épisode Tonnerre dans le ciel                                      |
| dimanche 18 juillet 1993   | Davy Crockett, épisode A Natural Man                                                                  |
| dimanche 25 juillet 1993   | Davy Crockett, épisode Gardian Spirit                                                                 |
| dimanche 1er août 1993     | Davy Crockett, épisode A letter to Polly                                                              |
| dimanche 8 août 1993       | Davy Crockett, épisode Warrior's Farewell                                                             |
| dimanche 15 août 1993      | Trafic en tout genre, première partie                                                                 |
| dimanche 22 août 1993      | Trafic en tout genre, seconde partie                                                                  |
| dimanche 29 août 1993      | Capone, chien gangster, première partie                                                               |

## La rubrique du savant Gaspard
Au cours du premier trimestre de l'émission (entre septembre et décembre 1992), fut diffusée une rubrique dite du "Savant Gaspard". Le principe de cette rubrique était très simple: il consistait à présenter un sujet scientifique, comme les éclipses lors de l'émission du dimanche 15 novembre 1992, et de le rendre facile pour le téléspectateur par l'intermédiaire de maquette amusante, comme utiliser une orange pour représenter le Soleil, une pomme pour la Terre et un kiwi pour la Lune pour mettre en évidence qu'une éclipse n'est que l'ombre de la Lune sur la Terre.

Ci-dessous une liste non-exhaustive des sujets abordés par la rubrique:

- Les chameaux et les dromadaires (émission du dimanche 8 novembre 1992)
- Les éclipses (émission du dimanche 15 novembre 1992)
- Les satellites de télécommunications (émission du dimanche 22 novembre 1992)
- Les corsaires (émission du dimanche 29 novembre 1992)
- Le cinématographe, l'histoire du cinéma et la persistance rétinienne (émission du dimanche 6 décembre 1992)
- Le baseball (émission du dimanche 27 décembre 1992)

## Thèmes et reportages des émissions
Le décor du Château est lieu de tournage majeure de l'émission à compter de cette saison, celui-ci se déclinant en deux plateaux de tournage (la grande salle du premier étage et la bibliothèque du second étage). Ce décor sera utilisé de manière quasi-ininterrompue tout au long des dix premiers épisodes de la saison, mais durant l'été les lieux de tournage ont commencé à être délocalisé hors des plateaux habituels afin de mettre en valeur le parc et ses attractions. Cette évolution du concept est à fortement corréler aux difficultés financières liées à la fréquentation du parc moindre qu’espérée par les dirigeants de Disney, ceci entraînant dès juin 1993 l'annonce du gel de projets (dont le second parc).

Ci-dessous une liste non-exhaustive des lieues de tournage répertoriés:

| Date                       | Lieu                 | Thème |
| -------------------------- | -------------------- | ----- |
| dimanche 6 septembre 1992  | Le décor du Château  | Aucun |
| dimanche 13 septembre 1992 | Le décor du Château  | Aucun |
| dimanche 20 septembre 1992 | Le décor du Château  | Aucun |
| dimanche 27 septembre 1992 | Le décor du Château  | Aucun |
| dimanche 4 octobre 1992    | Le décor du Château  | Aucun |
| dimanche 11 octobre 1992   | Le décor du Château  | Aucun |
| dimanche 18 octobre 1992   | Le décor du Château  | Aucun |
| dimanche 25 octobre 1992   | Le décor du Château  | Aucun |
| dimanche 1er novembre 1992 | Le décor du Château  | Aucun |
| dimanche 8 novembre 1992   | Le décor du Château  | Aucun |
| dimanche 15 novembre 1992  | Le décor du Château  | Aucun |
| dimanche 22 novembre 1992  | Le décor du Château  | Aucun |
| dimanche 29 novembre 1992  | Le décor du Château  | Aucun |
| dimanche 6 décembre 1992   | Le décor du Château  | Aucun |
| dimanche 13 décembre 1992  | Le décor du Château  | Aucun |
| dimanche 20 décembre 1992  | Le décor du Château  | Aucun |
| dimanche 27 décembre 1992  | Le décor du Château  | Aucun |
| dimanche 3 janvier 1993    | Le décor du Château  | Aucun |
| dimanche 10 janvier 1993   | Le décor du Château  | Aucun |
| dimanche 17 janvier 1993   | Le décor du Château  | Aucun |
| dimanche 24 janvier 1993   | Le décor du Château  | Aucun |
| dimanche 31 janvier 1993   | Le décor du Château  | Aucun |
| dimanche 7 février 1993    | Le décor du Château  | Aucun |
| dimanche 14 février 1993   | Le décor du Château  | Aucun |
| dimanche 21 février 1993   | Le décor du Château  | Aucun |
| dimanche 28 février 1993   |                      | Aucun |
| dimanche 7 mars 1993       | (pas d'émission)     | Aucun |
| dimanche 14 mars 1993      | Le décor du Château  | Aucun |
| dimanche 21 mars 1993      | Le décor du Château  | Aucun |
| dimanche 28 mars 1993      | Le décor du Château  | Aucun |
| dimanche 4 avril 1993      | Le décor du Château  | Aucun |
| dimanche 11 avril 1993     | Le décor du Château  | Aucun |
| dimanche 18 avril 1993     | Le décor du Château  | Aucun |
| dimanche 25 avril 1993     | Le décor du Château  | Aucun |
| dimanche 2 mai 1993        | Le décor du Château  | Aucun |
| dimanche 9 mai 1993        | Le décor du Château  | Aucun |
| dimanche 16 mai 1993       | Le décor du Château  | Aucun |
| dimanche 23 mai 1993       | (pas d'émission)     | Aucun |
| dimanche 30 mai 1993       | Le décor du Château  | Aucun |
| dimanche 6 juin 1993       | Le décor du Château  | Aucun |
| dimanche 13 juin 1993      | Le décor du Château  | Aucun |
| dimanche 20 juin 1993      | Le décor du Château  | Aucun |
| dimanche 27 juin 1993      | Le décor du Château  | Aucun |
| dimanche 4 juillet 1993    | Le décor du Château  | Aucun |
| dimanche 11 juillet 1993   | Big Thunder Mountain | Aucun |
| dimanche 18 juillet 1993   | Le Coyote            | Aucun |
| dimanche 25 juillet 1993   | Le décor du Château  | Aucun |
| dimanche 1er août 1993     | Le décor du Château  | Aucun |
| dimanche 8 août 1993       | Le décor du Château  | Aucun |
| dimanche 15 août 1993      | Le décor du Château  | Aucun |
| dimanche 22 août 1993      | Le décor du Château  | Aucun |
| dimanche 29 août 1993      | Le décor du Château  | Aucun |